# The Fatal Five
The Fatal Five è un arco narrativo a fumetti pubblicato negli Stati Uniti d'America dalla DC Comics nella serie a fumetti Adventure Comics (vol. 1) nn. 352-353 (gennaio-febbraio 1967). Fu scritto da Jim Shooter e disegnato da Curt Swan e George Klein. Nella storia esordì il gruppo di criminale dei Fatal Five. È noto anche per aver presentato la morte definitiva di un membro della Legione dei Super-Eroi in un periodo nel quale la serie a fumetti erano caratterizzate da una certa leggerezza e così la morte di un personaggio rappresentò un shock per i giovani lettori dell'epoca, non abituati a questo tipo di eventi.

## Trama
Nel loro quartier generale, cinque membri della Legione dei Super-Eroi guardano un documentario della Polizia Scientifica a proposito dei criminali più ricercati, che furono identificati come membri dei "Fatal Five": il Persuasore, un assassino a pagamento e rinforzo la cui Ascia Cosmica può tagliare ogni tipo di materia ed energia; Tharok, un brillante genio del crimine mezzo uomo/mezzo robot; Emerald Empress, che ottenne il controllo del pianeta Vengar dopo aver rubato il mistico Occhio di Smeraldo di Ekron; Validus, una potente figura gigantesca che può lanciare fulmini direttamente dal pensiero; e Mano, un mutante che distrusse il suo pianeta natale, Angtu, con l'energia emanata dalla sua mano destra. Ore dopo, i Legionari ricevettero la notizia che "Lui" si stava avvicinando alla Terra. Come Superboy spiegò ai recenti membri della Legione, la Principessa Projectra e Ferro Lad, "Lui" è un oggetto massiccio simile ad una nuvola chiamato "Mangiatore di Soli". Capace di divorare interamente l'energia delle stelle, distruggendo di conseguenza tutte le forme di vita presenti nell'intero sistema stellare, il Mangiatore di Soli rappresentava la minaccia più grande. Gli astronomi determinarono che il Mangiatori di Soli questa volta era diretto verso Sol, il sole della Terra.
A corto di eroi e impossibilitati nel reclutare assistenza da alcuni colleghi in giro per la galassia, i cinque Legionari decisero di cercare aiuto proprio nei Fatal Five, che sarebbero morti insieme a tutto il sistema solare se il Mangiatore di Soli avesse raggiunto la Terra. Cosmic Boy trovò Tharok, che si unì a lui dopo che gli fu promesso il pieno indulto. Superboy salvò Emerald Empress da un'imminente esecuzione sul pianeta Craggok; lei lo accompagnò portando con sé un piccolo frammento di kryptonite. Sun Boy viaggiò su Bismari e ottenne il rilascio di Validus il giorno della sua esecuzione. Sulla dodicesima luna di Giove, la Principessa Projectra riuscì a reclutare il Persuasore. Ferro Lad salvò Mano proprio nell'istante in cui la sua mano destra stava per essergli strappata nello spazio (cosa che sarebbe stata la sua morte).
Mano tentò con insuccesso di allearsi con Emerald Empress. Lei, senza successo, tentò di convincere Superboy ad aiutarla a conquistare il suo pianeta natale, utilizzando poi il frammento di kryptonite come mezzo di persuasione. Poco dopo, Tharok rivelò il suo piano per liberarsi del Mangiatore di Soli: Tharok avrebbe incrementato temporaneamente tutti i poteri di ogni membro della Legione e dei Fatal Five. Sun Boy avrebbe poi utilizzato i suoi poteri solari per fare da esca nello spazio aperto così da attirare il Mangiatore di Soli lontano dal Sole. Il Persuasore avrebbe utilizzato la sua ascia per dividere l'essere in otto parti diverse, e gli altri avrebbero distrutto ognuno un pezzo. Successivamente, i cinque criminali si incontrarono in segreto e si allearono come un gruppo formale, votato alla conquista della galassia.
Quando il piano fu pronto, sette tra eroi e criminali riuscirono ad indebolire il Mangiatore di Soli, ma fallirono nel distruggere tutti i pezzi. Anche Superboy fallì quando il Mangiatore di Soli gli lanciò contro delle radiazioni di sole rosso. Ferro Lad tentò di cercare e distruggere il centro della nuvola, ma fu rigettato da un raggio d'energia e non riuscì a danneggiare la nuvola in nessun modo. Il Mangiatore di Soli si riformò, suggerendo a Tharok di costruire una bomba Absorbitronica, che poteva distruggere la nuvola se gli fosse esplosa nel nucleo. Dato che Tharok non aveva il tempo materiale di costruire un dispositivo a propulsione a distanza, uno di loro sarebbe dovuto andare al centro della nuvola e farla detonare manualmente - cosa che sarebbe risultata nella morte del volontario. Superboy stava per prendere la bomba, ma era ancora debole a causa dei raggi del sole rosso. Ferro Lad spinse Superboy, agguantò la bomba e corse verso la nuvola. Trovato il nucleo, la fece detonare, distruggendo sia il Mangiatore di Soli che sé stesso.
I Legionari offrirono il pieno perdono ai Fatal Five, ma questi subito attaccarono e sconfissero gli eroi. Tharok ordinò a Validus di ucciderli, ma questi si rifiutò e si rivoltò ai suoi colleghi. Quando uno dei fulmini di Validus colpì l'Ascia Cosmica del Persuasore, i Fatal Five scomparirono. Successivamente, gli altri Legionari ritornarono dalla loro distante missione. Incapaci di ritrovare i resti di Ferro Lad, il gruppo inviò un missile in sua memoria verso il pianeta cimitero di Shanghalla. I Legionari promisero di non dimenticarsi mai del suo sacrificio.

## Seguiti

### Final Night
Nella continuity successiva a Ora zero, una fazione della Legione fu inviata nel XX secolo, e il Mangiatore di Soli attaccò la Terra in quell'epoca. Andrew Nolan (Ferro Lad) è tra gli eroi nativi della Terra di quell'epoca. Tentò una missione suicida per la distruzione del Mangiatore di Soli, ma la sua vita fu salvata da Parallax (Hal Jordan). Successivamente si unì alla Legione sotto il nome di Ferro, e li accompagnò finché non trovarono un modo per ritornare a casa.

#### Post-Crisi Infinita
In seguito alla miniserie Crisi infinita, la maggior parte della storia della Legione fu riscritta. La storia del Mangiatore di Soli e della morte di Ferro Lad fece di nuovo parte della storia della Legione.

## Ristampa in volume
Nel 2009 fu pubblicato The Life and Death of Ferro Lad, un volume con copertina rigida contenente le apparizioni di Ferro Lad durante la Silver Age.

## Altri media
Nel 2007 la storia fu adattata nell'episodio in due parti Sundown della serie animata Legion of Super Heroes.